# Valentina Palmisano
Pour les articles homonymes, voir Palmisano.
Valentina Palmisano, née le 24 janvier 1983 à Brindisi (Italie), est une avocate et femme politique italienne.

## Biographie
Valentina Palmisano naît le 24 janvier 1983 à Brindisi.
Elle est élue députée lors des élections générales de 2018. Elle est élue députée européenne en 2024.